# Greenboy
『greenboy』（グリーンボーイ）は、日本の歌手である沢田研二の42作目となるオリジナル・アルバム。
2005年5月9日にリリース。発売元は沢田の自主レーベルであるJULIE LABEL。
シングル「greenboy（c/w笑う動物）」と同時発売。

## 解説
沢田の自作詞「MENOPAUSE」（英語で更年期障害を意味する）は、平安寿子が週刊朝日に連載した、更年期を迎えた沢田ファンたちのオムニバス小説「あなたがパラダイス」で取り上げられた。

## 収録曲
- 全編曲：白井良明

1. greenboy
  - 作詞:沢田研二／作曲:吉田光
2. atom power
  - 作詞:沢田研二／作曲:下山淳
3. Snow Blind
  - 作詞:沢田研二／作曲:伊豆田洋之
4. 永遠系
  - 作詞:覚和歌子／作曲:八島順一
5. 笑う動物
  - 作詞:GRACE／作曲:白井良明
  - 「greenboy」のカップリング曲。
6. ふたりの橋
  - 作詞:GRACE／作曲:伊豆田洋之
7. GO-READY-GO
  - 作詞:GRACE／作曲:白井良明
8. リアリズム
  - 作詞:GRACE／作曲:下山淳
9. MENOPAUSE
  - 作詞:沢田研二／作曲:伊豆田洋之
10. 君の笑顔が最高
  - 作詞:沢田研二／作曲:白井良明